# ویلیام جان ایدی
ویلیام جان اِیدی (انگلیسی: William John Adie؛ ‏ ۳۱ اکتبر ۱۸۸۶ – ۱۷ مارس ۱۹۳۵) متخصص اعصاب اهل بریتانیا بود. وی دانش‌آموختهٔ دانشگاه ادینبرو است و دورهٔ تخصص متخصص اعصاب را در برلین، وین، مونیخ و پاریس گذراند. وی مدتی در بیمارستان ملی عصب‌شناسی و جراحی مغز و اعصاب مشغول به کار بود.
اِیدی به عنوان یک مدرس عالی پزشکی و یک پزشک حاذق و باسواد با قدرت مشاهده فوق‌العاده شناخته می‌شد. علایق او همچنین شامل پرنده‌شناسی، تنیس و اسکی بود. وی در سن ۴۵ سالگی به آنژین صدری مبتلا شد و در سال ۱۹۳۵ مجبور به بازنشستگی شد. او در ۱۷ مارس ۱۹۳۵ بر اثر سکته قلبی در سن ۴۸ سالگی درگذشت.
اِیدی و همکارش جیمز کولیر، فصل عصب‌شناسی را در کتاب درسی «درسنامهٔ جامع پزشکی» نوشتند که نخستین شرح عصب‌شناسی در یک کتاب درسی عمومی محسوب می‌شود.

اِیدی همچنین مقالاتی را در مورد ناهنجاری‌های مردمک، «چنگ انداختن و دست‌مالی بی‌اختیاری» در اختلالات لوب فرونتال، و حمله خواب منتشر کرد.